# ده مرغی
ده مرغی یک روستا در ایران است که در بخش پاریز واقع شده‌است. ده مرغی ۱۲۱ نفر جمعیت دارد.